# Alexander Berkman

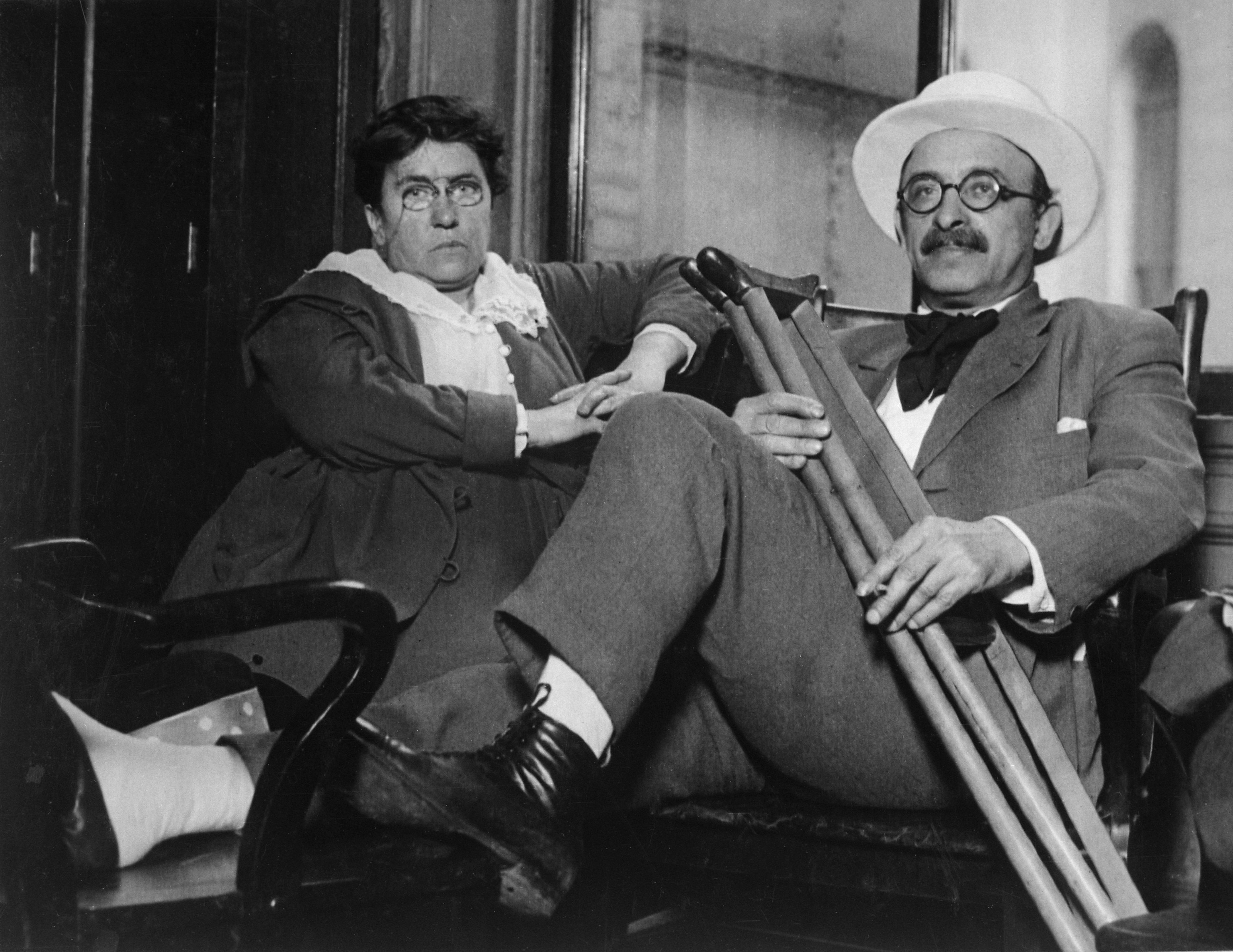
Alexander Berkman amb Emma Goldman

Alexander Berkman, nascut Ovsei Ossípovitx Berkman, rus: Овсей Осипович Беркман (Vílnius, Lituània, 21 de novembre del 1870 – Niça, França, 28 de juny del 1936) fou un anarquista que va ser amic i amant d'Emma Goldman.